# 松井勝之
松井 勝之（まつい かつゆき）は、戦国時代（また室町時代）の室町幕府の奉公衆（根本被官）。山城国の国人領主。松井正之（山城守）の嫡男、康之（佐渡守）の兄。

## 略歴
松井系図によれば、松井氏は家祖の松井維義（松井冠者）の子の松井八郎（義宗）が足利義清に仕えて以来の足利氏の家人で、宗信が足利義兼に仕えて以来、足利宗家に代々仕え、室町幕府成立後には幕臣となっていた。
父の正之（山城守）は将軍足利義晴、義輝の2代に重臣として仕えていたが、永禄6年（1563年）9月26日に病死。嫡男の勝之が家督を継いた。母は荒川澄宣の娘で、同じく幕臣の荒川晴宣の妹であった。
永禄8年（1565年）5月19日、永禄の変が起きて三好三人衆らによって二条御所で義輝が殺害されると、勝之も営中にいたが、将軍の死を追って殉死した。
弟の康之が家督を継いだ 。しかし松井家の領知は没収され、士卒も逃げており、叔父の玄圓和尚を頼る。そこで細川藤孝の策に従って将軍の舎弟の一乗院覚慶（後の足利義昭）を擁立しようということになったという。
墓は、母の墓のある丹後久美浜の宗雲寺にあると伝えられてきたが、近年の調査で勝之の墓とされたものは、正之の娘婿で康之の客将となった角田藤秀（宗伊）のものであったことが判明している。